# Fulianka
Fulianka este o comună slovacă, aflată în districtul Prešov din regiunea Prešov. Localitatea se află la altitudinea de 275 m deasupra n.m., se întinde pe o suprafață de 3,81 km2 și în 2017 număra 386 de locuitori.
Localitatea este înfrățită cu Comuna Malinska-Dubašnica.

## Istoric
Localitatea Fulianka este atestată documentar din 1410.

## Demografie
| An:                | 1994 | 2004   | 2014   | 2024   |
| ------------------ | ---- | ------ | ------ | ------ |
| Număr de persoane: | 358  | 388    | 393    | 417    |
| Diferență:         |      | +8,37% | +1,28% | +6,10% |

| An:                | 2023 | 2024 |
| ------------------ | ---- | ---- |
| Număr de persoane: | 417  | 417  |
| Diferență:         |      | +0%  |